# Cutremurul din Shaanxi (1556)
Cutremurul din Shaanxi a avut loc în dimineața zilei de 23 ianuarie 1556. Seismul este considerat cel mai devastator cutremur din toate timpurile, numărul victimelor ridicându-se la peste 830.000. Studiile au arătat că magnitudinea acestui cutremur ar fi fost undeva în jurul lui 8 pe scara Richter. Din această cauză, replicile s-au simțit aproape o jumătate de an. Pe porțiuni de sute de kilometri pătrați, totul a fost devastat; crevase de peste 20 de metri s-au căscat în pământ. Mai mult de 97 de districte din provinciile Shaanxi, Shanxi, Henan, Gansu, Hebei, Shandong, Hubei, Hunan, Jiangsu și Anhui au fost afectate. În Huaxian, fiecare clădire și cămin au fost demolate, ucigând mai mult de jumătate din rezidenții acestui oraș.
O suprafață cu o rază de 840 km a fost devastată, iar în unele zone 60% din populație a fost ucisă. Conform unor relatări ale supraviețuitorilor, rămase în cronici, în unele locuri „pământul a țâșnit în sus, formând dealuri ori s-a prăbușit pe neașteptate, dând naștere unor văi”. Cărturarul Qin Keda a remarcat că cei mai mulți au pierit pentru că au încercat să fugă în loc să se ascundă. Colecțiile de sculpturi au avut și ele de suferit, dintre cele 114 grupări statuare Kaicheng 40 au fost distruse de cutremur. De asemenea, unele pagode s-au scufundat cu câțiva metri.
În China, la vremea respectivă, domnea dinastia Ming, iar în zona în care s-a produs calamitatea, cei mai mulți oameni locuiau într-un fel de peșteri de suprafață făcute de-a lungul timpului de vânt (yaodong). Populația a improvizat locuințe din lutul moale, de unde și numărul imens de victime. Cutremurul a cauzat alunecări de teren care au nimicit peșterile.
După cutremur, provincia a rămas pentru multă vreme pustiită. Astăzi este din nou populată dens, cu 37 de milioane de locuitori, care ocupă 205.000 km².